# Antonov An-72
De An-72 (Russisch: Ан-72) (NAVO-codenaam: Coaler) is een tweemotorig straalvliegtuig van de Oekraïense vliegtuigbouwer Antonov. De An-72 heeft de bijnaam Tsjeboerasjka vanwege de gelijkenis tussen de twee hooggeplaatste motoren en de grote oren van het gelijknamige Russische animatiefiguurtje.

## Specificaties
- Bemanning: 3
- Maximumcapaciteit: 68 passagiers
- Lengte: 28,07 m
- Spanwijdte: 31,89 m
- Hoogte: 8,65 m
- Vleugeloppervlak: 98,62 m²
- Leeggewicht: 19.050 kg
- Laadvermogen: 10.000 kg

- Maximum startgewicht: 34.500 kg
- Motoren: 2 × Lotarev D-36 of D-436
- Aantal motoren: 2
- Maximumsnelheid: 705 km/h
- Kruissnelheid: 600 km/h
- Maximale reikwijdte: 4.800 km